# Самбірський округ
Са́мбірський о́круг (крайс, циркул) — адміністративна одиниця Королівства Галичини та Володимирії у складі Монархії Габсбургів та Австрійської імперії.

## Відомості

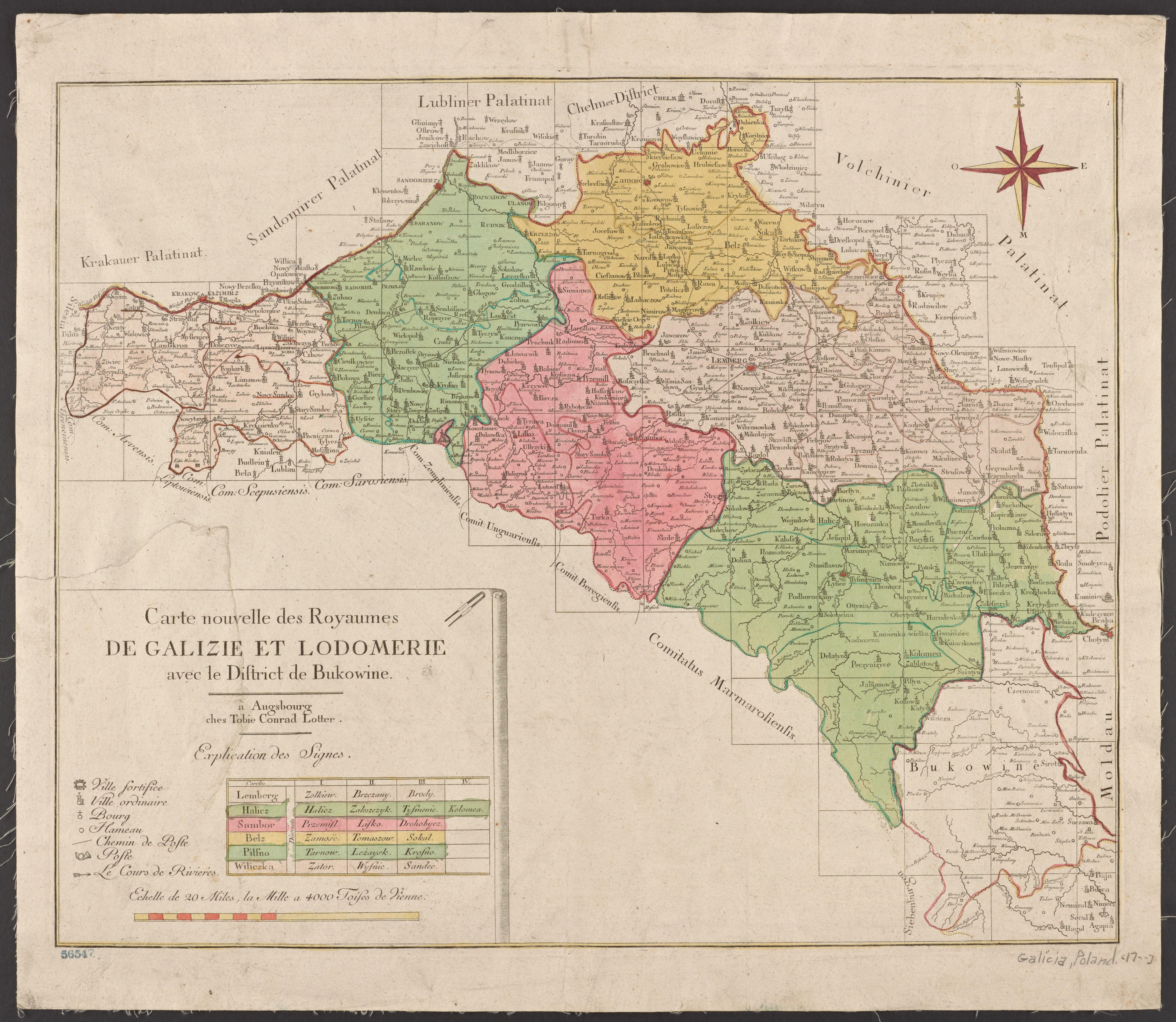
Адміністративний поділ Королівства Галичини та Володимирії у 1777—1782 роках

Самбірський округ утворений 1773 року.
У 1781 році, зокрема, складався з першого дистрикту в Перемишлі, другого — Ліську, третього — Дрогобичі.
Існував до 1867 року, коли було скасовано округи і залишено лише повітовий адміністративний поділ (повіти виділені у складі округів у 1854 році).

### Географія
Самбірський округ межував на заході зі Сяноцьким, на півночі Перемиським, на сході з Львівським і Стрийським округами, а на півдні — з Угорським королівством.
У Самбірському окрузі було 7 міст, 3 містечка та 346 сіл.

### Повіти
До 1867 року було 11 повітів:
- Самбірський
- Дрогобицький
- Луцький (адмінцентр — Лука)
- Боринський (адмінцентр — Бориня)
- Рудський
- Старосільський
- Меденицький
- Підбузький
- Староміський
- Турецький (тепер район з тим самим адмінцентром називається Турківський)
- Комарнянський

Після адміністративної реформи кількість повітів було скорочено.